# Grânari, Brașov
Grânari, mai demult Mucundorf, Mochendorf, Grănari (în dialectul săsesc Makenderf, Maeakndref, germană Mukendorf, Muckendorf, Munkesdorf, Mückendorf, Mäckendorf, maghiară Nagymoha, Moha) este un sat în comuna Jibert din județul Brașov, Transilvania, România.
Satul Grânari, în prezent locuit în majoritate de populație maghiară, a fost menționat pentru prima oară în anul 1289.

## Date geologice
În subsolul localității se găsește un masiv de sare.

## Obiectiv memorial
Monumentul Eroilor Români din Primul Război Mondial. Troița a fost înălțată în anul 1972, în memoria eroilor români din Primul Război Mondial. Monumentul se află amplasat pe dealul din spatele Bisericii Ortodoxe. Troița, cu înălțimea de 1,5 m, este opera sculptorului Bogdan Aronescu, fiind realizată din lemn. Brațele sunt rotunjite la capete, în timp ce acoperișul este din tablă. Pe brațul central este o inscripție votivă.

## Monumente istorice
- Biserica de lemn din Grânari
- Biserica reformată din Grânari

## Imagini

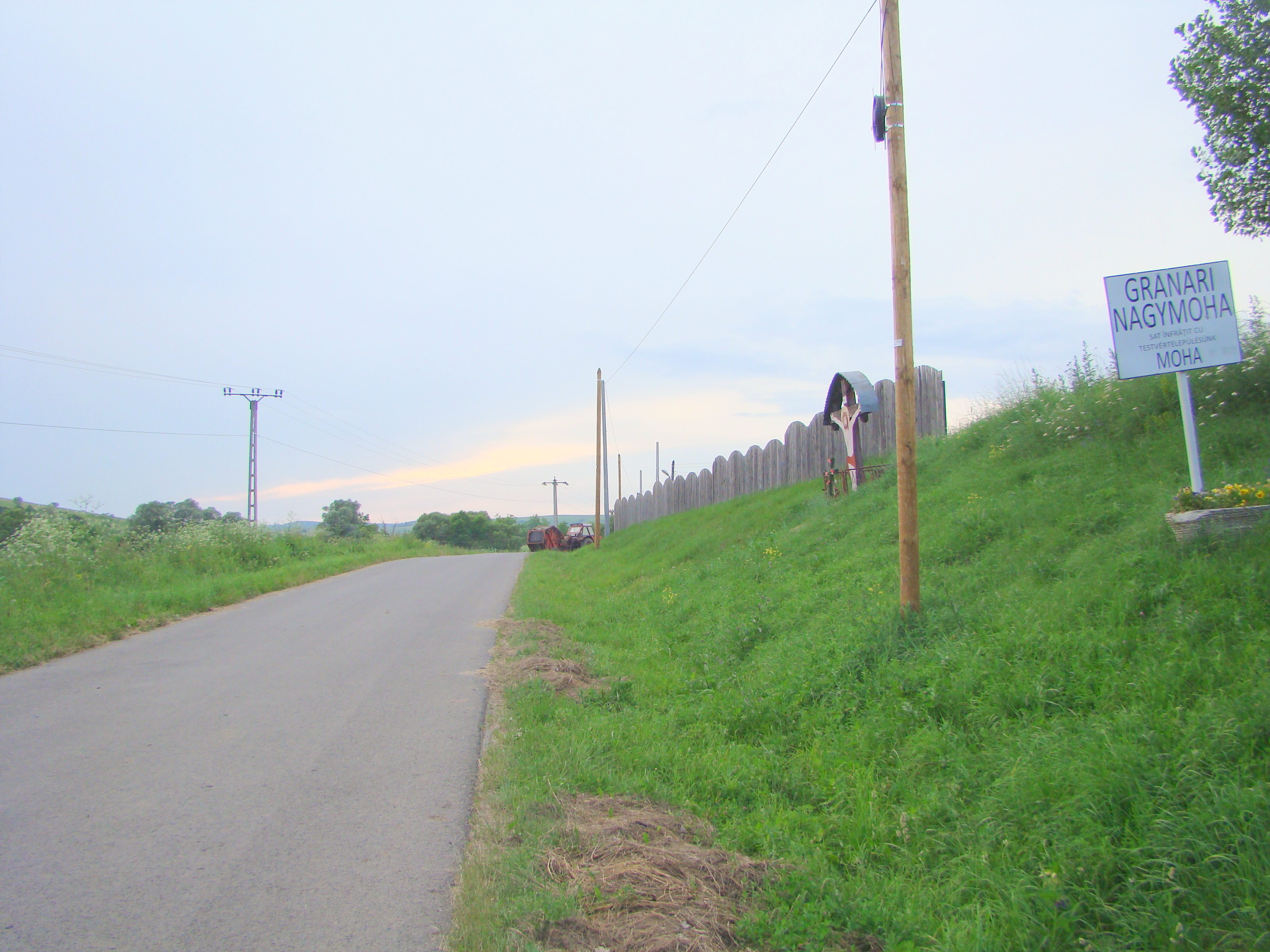
Intrarea în localitate
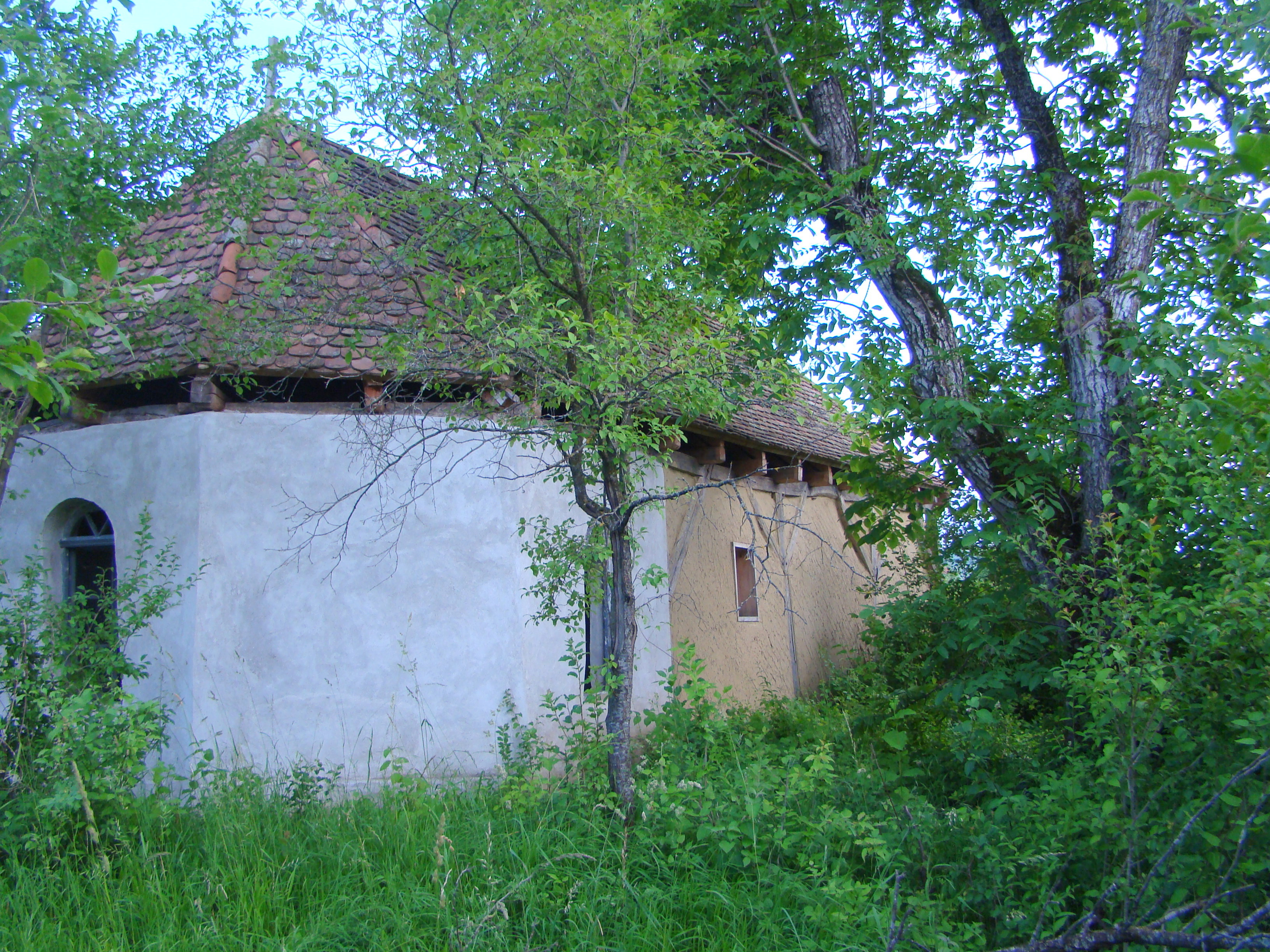
Biserica de lemn (monument istoric)
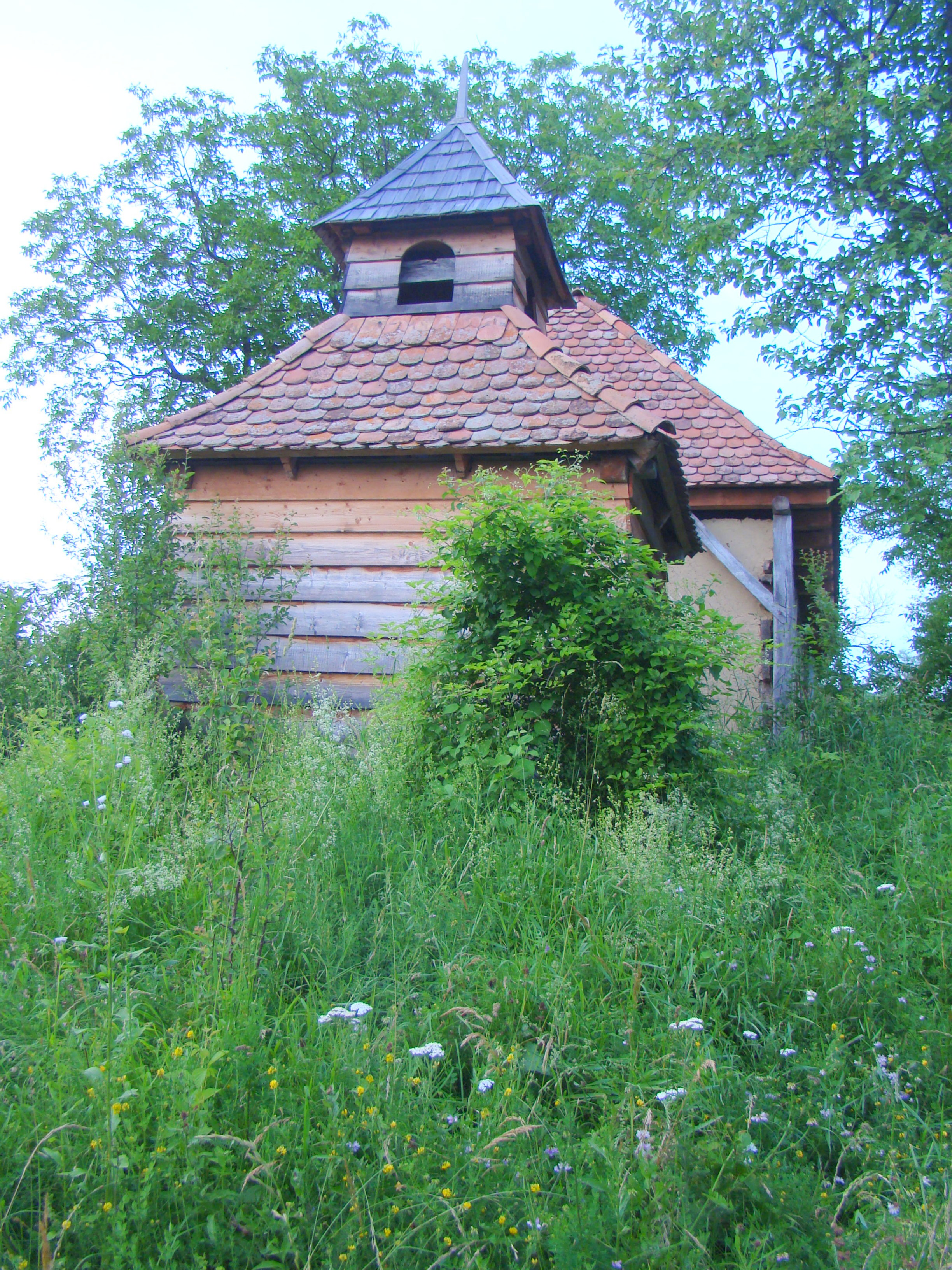
Clopotnița
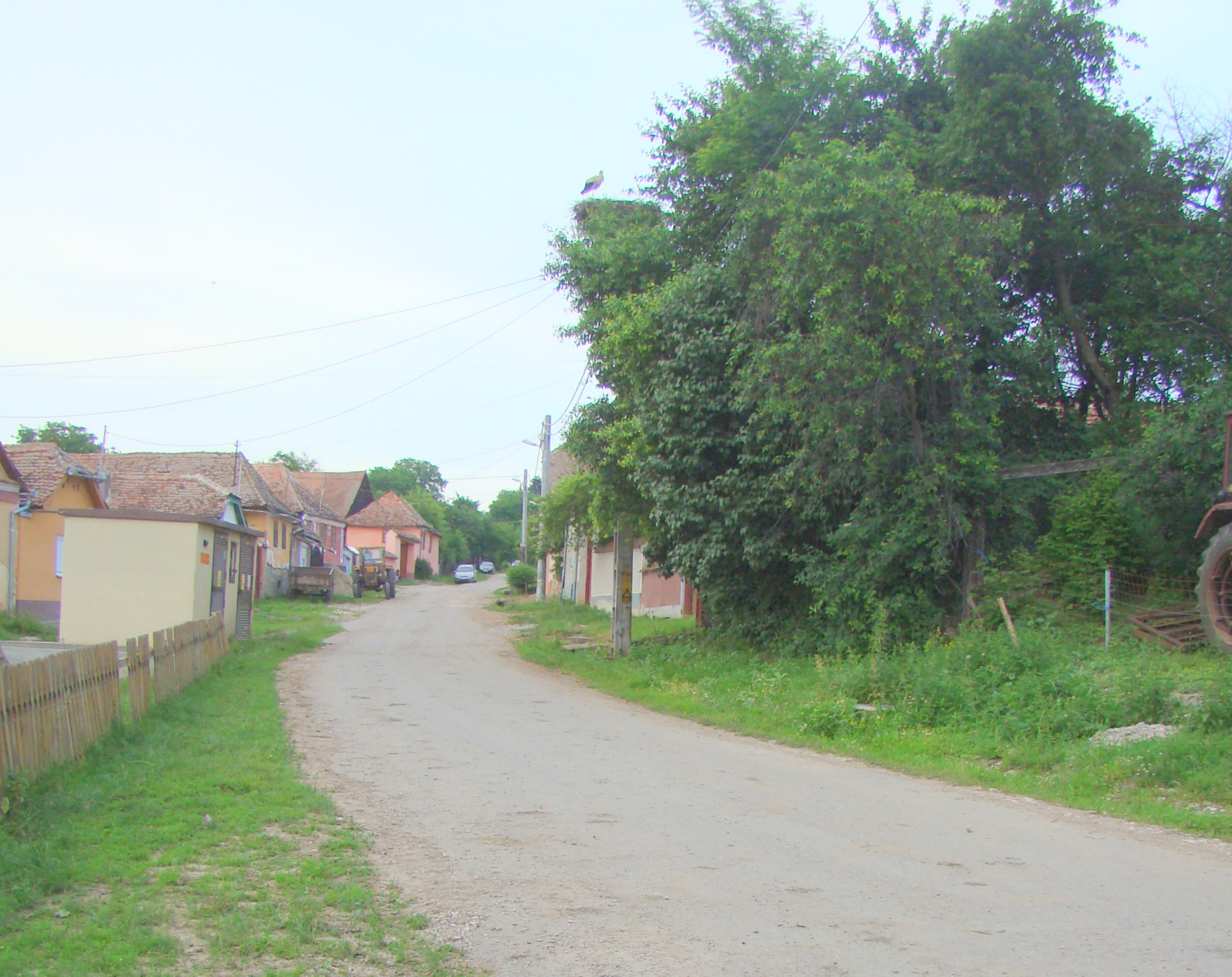
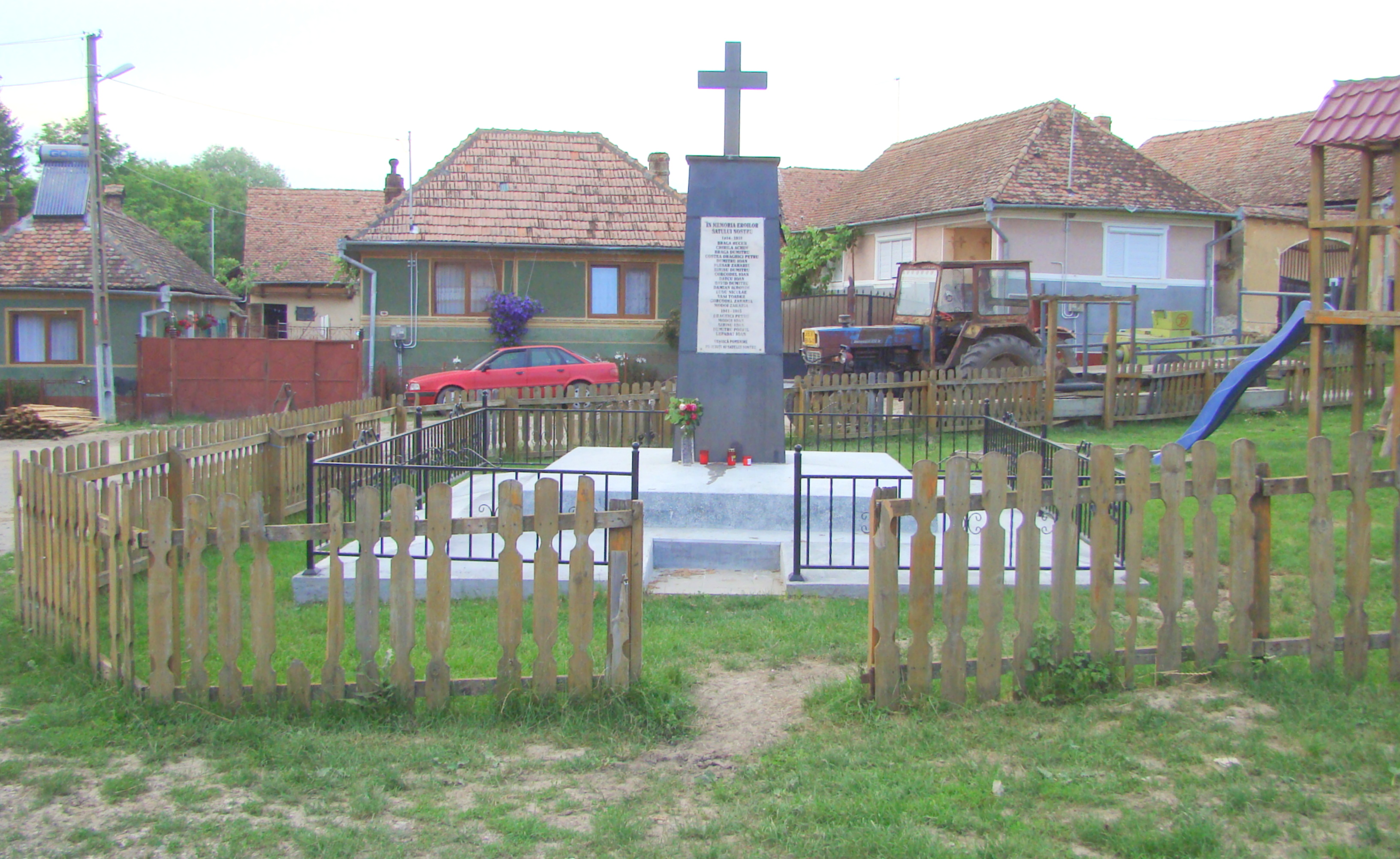
Monumentul eroilor
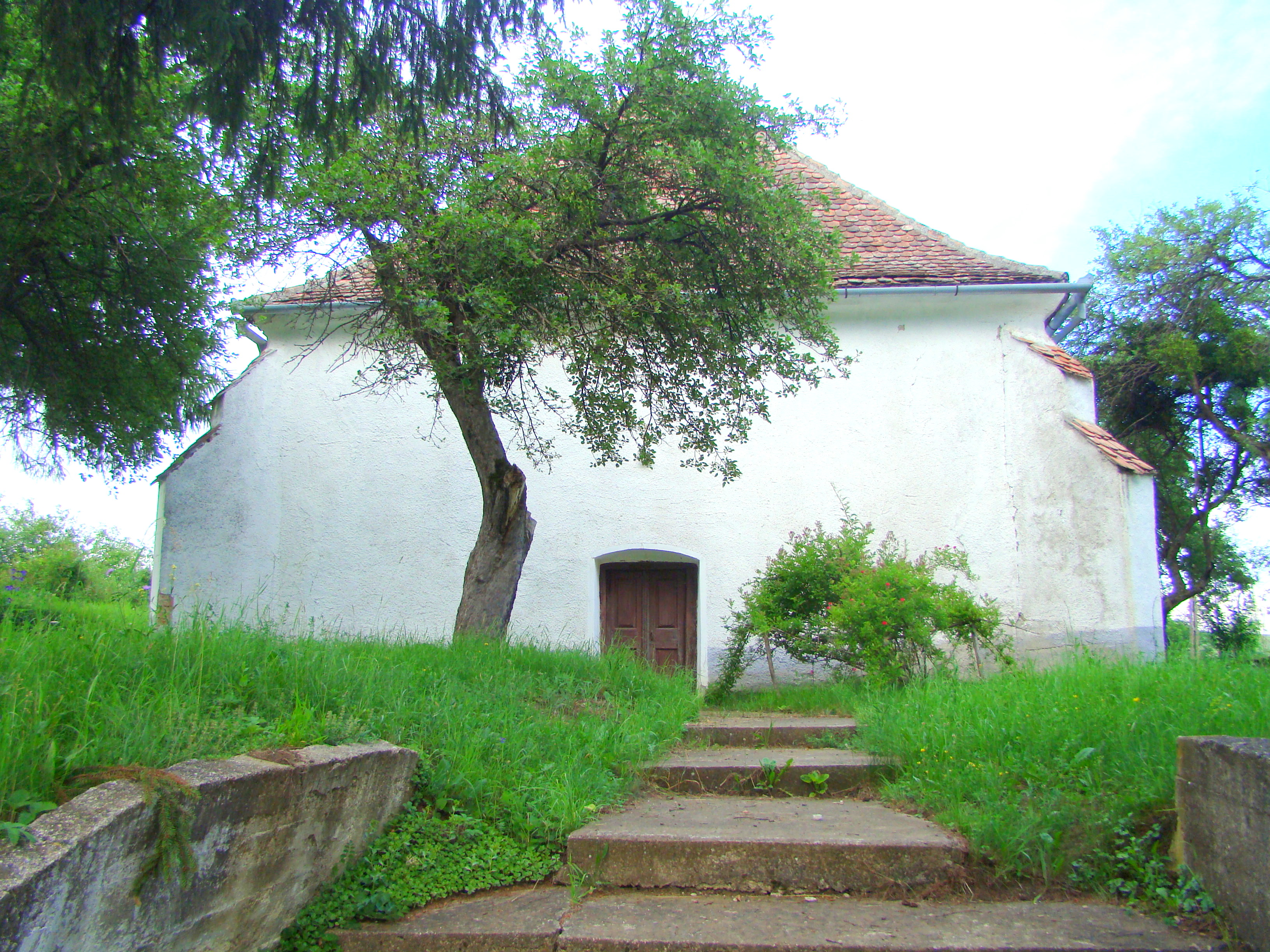
Biserica reformată (monument istoric)